# Свети Дух на Острем врху
Свети Дух на Острем врху (словен. Sveti Duh na Ostrem vrhu) је насељено место у општини Селница об Драви, Подравска регија, Словенија.

## Историја
До територијалне реорганизације у Словенији био је у саставу старе општине Руше. Као самостално насељено место, Свети Дух на Острем врху постоји од 1994. године. Настао је спајањем посебних делова из насеља Градишче на Козјаку, Велики Боч, Вурмат и Згорњи Боч.

## Становништво
У попису становништва из 2011. године, Свети Дух на Острем врху је имао 112 становника.
| Број становника према пописима | Број становника према пописима |
| ------------------------------ | ------------------------------ |
| 2002                           | 2011                           |
| 120                            | 112                            |

Напомена: Године 1994. настала спајањем посебних делова из насеља Градишче на Козјаку, Велики Боч, Вурмат и Згорњи Боч. Године 2015. Назив насеља је промењен из Свети Дух на Острем Врху у Свети Дух на Острем врху.